# Карл Краух
Карл Краух (нім. Carl Krauch, 7 квітня 1887, Дармштадт, Велике герцогство Гессен, Німецька імперія — 3 лютого 1968, Бюль, Баден, Німеччина) — німець, член нацистської партії, один з керівників концерну «IG Farben», професор, доктор філософії, лідерів воєнної економіки. Засуджений за вироком суду на Нюрнберзькому процесі зі справи IG Farben, де отримав шість років ув'язнення.

## Життєпис
Карл Краух був сином хіміка й аптекаря Карла Крауха-старшого і його дружини Марти, уродженої Швадерер. Після закінчення школи з 1906 року вивчав хімію і ботаніку в Гіссенському університеті, а також в Гайдельберзькому університеті Рупрехта-Карла. В 1911 році здобув науковий ступінь доктора наук та став працювати науковим співробітником в університеті Гіссена. З 1912 був також співробітником найбільшого на той час у світі хімічного концерну «Баденська анілінова і содова фабрика» (BASF).
Після початку Першої світової війни вирушив солдатом на фронт, але вже в 1915 році був повернений на БАСФ як «незамінний співробітник» і став працювати на заводах у містах Оппау та Лойна. У 1922 році став комерційним директором фабрики з виробництва аміаку в Мерзебурзі. Після створення в 1925 році концерну «IG Farben» (IG Farbenindustrie AG i. L.) з 1926 до 1940 року був керівним співробітником.
У 1935 році Карл Краух очолив військовий відділ концерну й агентство посередництва (Vermittlungsstelle) зі зв'язків з Вермахтом, з 1936 по 1938 рік був керівником Служби досліджень і розвитку німецьких видів сировини й матеріалів.
У 1937 році вступив в НСРПН, а вже 22 серпня 1938 року став генеральним уповноваженим зі спеціальних питань хімічного виробництва (Generalbevollmächtigter für Sonderfragen der chemischen Erzeugung) в Управлінні з чотирирічного плану. З 1939 року обіймав посаду президента Імперської служби економічного розвитку (Reichsamt für Wirtschaftsausbau) в Управлінні з чотирирічного плану. Обіймаючи ці посади брав активну участь в підготовці Німеччини до війни. З 1939 року був членом Президії Імперського комітету з науки і членом Наглядової ради «Kontinentale Öl AG». У 1939 році Адольф Гітлер нагородив Крауха Залізним хрестом за «перемогу на полі битви німецької індустрії». Гейдельберзький університет надав йому ступінь почесного доктора, а Берлінський університет — звання почесного професора. Крім того, Карл Краух став сенатором «Товариства кайзера Вільгельма з розвитку науки» (нім. Kaiser-Wilhelm-Gesellschaft zur Förderung der Wissenschaften) і членом Німецької академії дослідження авіації (нім. Deutsche Akademie der Luftfahrtforschung).
Після смерті Карла Боша в 1940 році став головою наглядової ради та генеральним директором «IG Farben», яку й обіймав до кінця війни. 5 червня 1943 нагороджений Лицарським хрестом Залізного хреста.
Після закінчення війни американці відправили Крауха під домашній арешт, а згодом заарештували. На процесі 6-го Американського військового трибуналу зі справи IG Farben («Сполучені Штати Америки проти Карла Крауха та інших») він був засуджений за використання праці ув'язнених концентраційних таборів. Його звинуватили у «воєнних злочинах та злочинах проти людяності через участь в поневоленні і примусу до рабської праці у великому масштабі мешканців концентраційних таборів і цивільних осіб в окупованих країнах і військовополонених, а також в поганому поводженні, залякуванні, тортурах і вбивстві поневолених людей». 30 червня 1948 року він був засуджений до 6 років тюремного ув'язнення. Відбував покарання вЛандсбергській в'язниці в Баварії, а вже в 1950 році був звільнений від відбування покарання. Після цього був членом Наглядової ради компанії «IG-Nachfolgegesellschaft Chemische Werke Hüls AG», з 1955 року — директором «Hüls GmbH». 19 лютого 1965 Карл Краух був свідком на Процесі у справі співробітників концтабору Освенцим під Франкфуртом у зв'язку з використанням рабської праці в'язнів концтабору на підприємствах концерну «IG Farben»..